# Bibionoidea
Bibionoidea Coquillett, 1901, è una superfamiglia di insetti dell'ordine dei Ditteri (Nematocera: Bibionomorpha), associati ad ambienti terrestri.

## Descrizione
Gli adulti dei Bibionoidea sono insetti apparentemente simili a zanzare ma di dimensioni relativamente grandi rispetto alla generalità dei Nematoceri, di colore generalmente scuro, caratterizzato da uno spiccato dimorfismo sessuale in relazione alla morfologia degli occhi e delle antenne. L'aspetto è robusto nei Bibionidae, esile negli Hesperinidae. Tegumento generalmente peloso.
Il capo è libero, provvisto di occhi sviluppati e di tre ocelli. Nei maschi dei Bibionidae è oloptico e gli occhi si suddividono in due aree morfologicamente distinte. Le antenne sono brevi nei Bibionidae, lunghe negli Hesperinidae. L'apparato boccale è di tipo succhiante, non pungente per l'assenza delle mandibole.
Il torace è corto e convesso, zampe relativamente lunghe e robuste nei Bibionidae, sottili e allungate negli Hesperinidae. Le ali sono ben sviluppate, con venatura semplificata. Le nervature sono particolarmente robuste nella zona costale, con radio e subcosta molto ravvicinate e costa prolungata fino ai rami del settore radiale. La radio presenta 2 o 3 ramificazioni: la R1 che confluisce nel margine costale e R4+5 che può restare indivisa oppure biforcarsi verso l'apice dell'ala; manca la R2+3. La media si biforca in due rami. Due sono le vene trasversali, bene evidenti: la radio-mediale (r-m), che connette il settore radiale alla media, prima delle biforcazioni, e la medio-cubitale (m-cu), che connette la media alla cubito: in genere è dislocata fra la media e la base di CuA1 oppure, più distalmente, fra la base di M2 e il tratto intermedio di CuA1. La venatura delimita perciò due evidenti cellule chiuse basali nella regione remigante.
Gli adulti sono glicifagi ed hanno abitudini diurne. Per le loro abitudini e i corpo peloso contribuiscono all'impollinazione incrociata. Le larve, apode ed eucefale, hanno il corpo oblungo, armato di processi dorsali vivono nei terreni umidi e ricchi di sostanza organica. Si nutrono prevalentemente di funghi e materiali organici in decomposizione, ma sovente possono causare danni alle radici delle piante.

## Sistematica

Nervatura alare dei Bibionoidea. C: costa; Sc: subcosta; R: radio; M: media; Cu: cubito; A: anale; h: omerale; r-m: radio-mediale; m: mediale; m-cu: medio-cubitale.

La superfamiglia comprende nel complesso circa 700 specie ed è rappresentata in quasi tutte le regioni zoogeografiche della Terra. L'inquadramento sistematico non è pienamente condiviso e in letteratura sono citate differenti classificazioni e suddivisioni della superfamiglia Bibionoidea sensu stricto. L'interpretazione più recente è quella di suddividere la superfamiglia Bibionoidea in due famiglie, Bibionidae e Hesperinidae, separando in quest'ultima il genere Hesperinus. La suddivisione in sottofamiglie, tribù e sottotribù fa capo alla revisione di PINTO & AMORIM (2000):
- Famiglia Bibionidae:
  - Sottofamiglia Bibioninae
    - Tribù Bibionini
      - Bibio (syn. Hirtea)
      - Bibiodes
      - Bibionellus
      - Enicoscolus

    - Tribù Dilophini
      - Dilophus

  - Sottofamiglia Pleciinae

- Penthetria (syn. Amasia, Crapitula, Epiplecia, Eupeitenus, Mycetophaetus, Parapleciomyia, Pleciomyia, Protomyia, Threneste)
- Plecia (syn. Bibiopsis, Penthera, Rhinoplecia)

- Famiglia Hesperinidae:

- Hesperinus

Un'altra classificazione interpreta la famiglia Bibionidae in senso lato comprendendovi anche il genere Hesperinus e suddividendola in due sottofamiglie:
- Famiglia Bibionidae:
  - Sottofamiglia Bibioninae:
    - Bibio
    - Bibiodes
    - Bibionellus[7]
    - Dilophus
    - Enicoscolus[7]
    - Penthetria
    - Plecia

  - Sottofamiglia Hesperininae:
    - Hesperinus

Una terza classificazione suddivide la superfamiglia Bibionoidea in tre famiglie, separando dai Bibionidae anche i generi Penthetria e Plecia. Questa classificazione appare ormai superata nelle più recenti pubblicazioni, tuttavia l'Integrated Taxonomic Information System adotta una classificazione riconducibile a quella di ROHDENDORF separando dai Bibionidae la famiglia Pleciidae:
- Famiglia Bibionidae: corrisponde alla sottofamiglia Bibioninae sensu Pinto & Amorim;
- Famiglia Penthetriidae (syn. Pleciidae, Pentheriidae): corrisponde alla sottofamiglia Pleciinae sensu Pinto & Amorim;
- Famiglia Hesperinidae